# Bafo do dragão (munição)

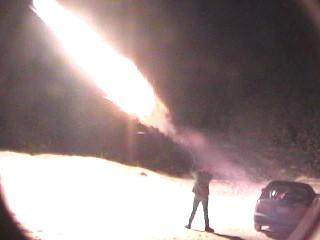
Um disparo de munição bafo do dragão à noite.

Bafo do dragão é a designação de um tipo especial de cartucho de efeito incendiário para escopetas calibre 12 (18,5 mm). A munição bafo do dragão consiste principalmente de pelotas/fragmentos de magnésio. Quando o cartucho é disparado, faíscas e chamas podem atingir distâncias de até cerca de 100 pés (30 metros), embora, algumas fontes afirmem que se estende a 300 pés (91 metros). A munição bafo do dragão é normalmente disponibilizada no calibre 12 de 2 ¾" (18,5 mm×69,9 mm). Os cartuchos podem ser disparados com segurança a partir de um cano cilíndrico aprimorado (morteiro), bem como de uma espingarda com "choke" modificado.

## Visão geral
Embora seu uso em combate ou tático permaneça sem documentação, o efeito visual que produz é impressionante e divertido, semelhante ao de um lança-chamas de curto alcance ou fogos de artifício. Também não documentado, foi alegado por entusiastas que os disparos são frequentemente usados como um sinal de socorro, semelhante a um sinalizador de emergência de duração muito curta, embora alguns argumentem que um sinalizador seria mais adequado para tal. Também pode ser usado como uma opção menos que letal para autodefesa / casa, embora o aspecto menos que letal e a segurança sejam contestados, já que os fragmentos de magnésio queimam a aproximadamente 3.000 a 4.000 ° F (1.650 a 2.200 ° C), que é mais do que suficiente para colocar fogo em uma pessoa ou casa.
Comparado com a maioria dos tipos regulares de munição de espingarda que é produzida em massa, o projétil pirotécnico é um pouco caro e custa US $ 5-7 por projétil, dependendo do calibre e da carga. Devido aos projéteis serem balas carregadas de baixa pressão, não é adequado para ser usado em uma espingarda semiautomática, pois não produz energia de recuo suficiente para alternar a ação automatizada, fazendo com que o mecanismo falhe. Portanto, é mais adequado para espingardas por ação de bombeamento.

## Legalidade
A munição bafo do dragão é regulamentada por lei estadual em quatro estados americanos (Califórnia, Flórida, Illinois e Iowa), devido ao risco de incêndio inerente.